# Kılıç Arslan III.
Kilidsch Arslan III. oder Kylydsch Arslan (osmanisch قلج أرسلان Kilic Arslan, DMG Qiliǧ Arslān, deutsch ‚Löwenschwert‘, auch Kilitsch Arslan, Qiliǧ-Arslan oder Kilij Arslan), mit vollem Namen Izz ad-Din Kilidsch Arslan III. (türkisch III. İzzedin Kılıç Arslan), war ein seldschukischer Sultan von Rum und herrschte zwischen 1204 und 1205 acht Monate lang über das Sultanat.
Er war der Sohn von Suleiman II. und folgte seinem Vater 1204 im Kindesalter auf den Thron. In dieser Zeit fand der vierte Kreuzzug statt, in dessen Zuge Konstantinopel erobert und das Lateinische Kaiserreich gegründet worden war. Kilidsch Arslans III. Herrschaft wurde von seinem Onkel Kai Chosrau I., der Jahre vorher durch Suleiman II. vom Thron gestoßen worden war, nicht anerkannt. Kai Chosrau I. verbündete sich mit den Danischmenden, die das Fort von Isparta für ihn erobert hatten, und zwang Kilidsch Arslan III. 1205 abzutreten. So endete die Regierungszeit Kilidsch Arslans III. nach nur acht Monaten. Er wurde von seinem Onkel auf der Burg Gevele gefangen gehalten, wo er später auch starb.

## Quelle
- Kılıç Arslan III. in Türkiye Diyanet Vakfı İslâm Ansiklopedisi (türkisch)

| Vorgänger    | Amt                      | Nachfolger     |
| ------------ | ------------------------ | -------------- |
| Suleiman II. | Sultan von Rum 1204–1205 | Kai Chosrau I. |

| Personendaten    | Personendaten |
| ---------------- | --- |
| NAME             | Kılıç Arslan III. |
| ALTERNATIVNAMEN  | Izz ad-Din Kilidsch Arslan III. (vollständiger Name); Kılıç Arslan (türkisch); Kilidsch Arslan (deutsch); Kylydsch Arslan; Kilic Arslan; Qiliǧ-Arslan (deutsch); Kilij Arslan (englisch) |
| KURZBESCHREIBUNG | Sultan von Rum |
| GEBURTSDATUM     | 12. Jahrhundert |
| STERBEDATUM      | 13. Jahrhundert |